# موش‌مرغ خال‌خالی
موش‌مرغ خال‌خالی(نام علمی: Colius striatus) نام یک گونه از سرده دم‌شش‌پره است.